# Resolutie 265 Veiligheidsraad Verenigde Naties
Resolutie 259 van de Veiligheidsraad van de Verenigde Naties werd door elf tegen nul stemmen en vier onthoudingen aangenomen op 1 april 1969. De vier onthoudingen waren die van Colombia, Paraguay, het Verenigd Koninkrijk en de Verenigde Staten. De resolutie veroordeelde luchtaanvallen door Israël over de grens in Jordanië.

## Achtergrond
Tussen 5 en 10 juni 1967 had Israël de Zesdaagse Oorlog uitgevochten met de buurlanden Egypte, Jordanië en Syrië en daarbij heel wat grondgebied veroverd. In november dat jaar nam de Veiligheidsraad resolutie 242 aan, die de teruggave van al deze gebieden in ruil voor het intrekken van alle claims en een einde van de staat van oorlog voorstelde. Daar kwam echter niets van in huis en de incidenten tussen Israël en de Arabische landen stapelden zich op in de volgende jaren, zo ook met Jordanië. Beiden landen legden meermaals klacht neer bij de VN voor aanvallen van de ander op hun grondgebied. Voor Israël gebeurden de aanvallen op Jordaanse dorpen als zelfverdediging tegen terreurkampen en militaire bases en gebeurden ze buiten de bevolkingscentra.

## Inhoud
De Veiligheidsraad had de agenda S/Agenda/1466/Rev. 1 overwogen en verklaringen gehoord. Resolutie 236 werd in herinnering gebracht. De Veiligheidsraad nam vele schendingen van het staakt-het-vuren waar, en zag de luchtaanvallen op Jordaanse dorpen en andere bevolkte gebieden als voorbedacht en als schendingen van de resoluties 248 en 256. De Veiligheidsraad was erg bezorgd om de verergerende situatie die de vrede en veiligheid in de regio bedreigde. De resoluties 248 en 256 werden bevestigd. De doden en de schade werden betreurd. De Israëlische luchtaanvallen op Jordaanse dorpen werden veroordeeld als een flagrante schending van het Handvest van de Verenigde Naties en het staakt-het-vuren en de Veiligheidsraad waarschuwde dat bij herhaling meer effectieve stappen zouden worden overwogen om verdere herhaling te voorkomen.
Lijst ·  263 ·  264 ·  265 ·  266 ·  267 ·  268 ·  269 ·  270 ·  271 ·  272 ·  273 ·  274 ·  275